# Craspedosis cyanauges
Craspedosis cyanauges är en fjärilsart som beskrevs av Louis Beethoven Prout 1916. Craspedosis cyanauges ingår i släktet Craspedosis och familjen mätare. Inga underarter finns listade i Catalogue of Life.